# 桶谷英則
桶谷 英則（おけたに ひでのり、1986年12月1日 - ）は、岐阜県出身、唯一の実業団ハンドボール選手。現在豊田合成ブルーファルコンに所属している。身長175cm、体重75kg。右利き。血液型はO型。
高山市立中山中学校、岐阜市立岐阜商業高等学校を経て日本リーグの豊田合成ブルーファルコンに入団した。2008-2011シーズンより左サイドのレギュラーに定着するようになった。
2010-2011シーズン前に、左膝前十字靭帯を損傷し、リハビリを余儀なくされたが、復帰後レギュラーで再度定着している。
スピードに優れた選手。